# Lista povestirilor lui Romulus Bărbulescu și George Anania
Acest articol cuprinde detalii despre povestirile publicate de autorii români de science fiction Romulus Bărbulescu și George Anania, un cuplu de succes în literatura SF recompensat cu Marele premiu pentru întreaga activitate literară la Eurocon-ul desfășurat la Fayence, Franța, în anul 1990.

## Romulus Bărbulescu și George Anania
- "Captiv în inima galaxiei" (1964)
- "Astronava lui OLM" (1965)
- "Fântânile" (1966)
- "Ochii ei albaștri" (1967)
- "Aventură pe fluviul de hidrogen" (1971-72)
- "Requiem după singurătate" (1983)
- "Război contra Sfinxului" (1990)
- "Uneori, marea" (1990)
- "Feedback Pampero" (1994)
- „Plata, vă rog!” (1995)

### Captiv în inima galaxiei

Nuvela a fost publicată în anul 1964 în numărul 226 al Colecției de povestiri științifico-fantastice și cuprinde trei capitole:
- 1 - Singurătatea
- 2 - Marea trecere
- 3 - Cele o mie de lumi

Roboticianul Dan este abordat de doi inventatori, Cemis și Into, care vor să construiască în centrul galaxiei o antenă capabilă să detecteze toate lumile locuite. Ei pornesc spre regiunea respectivă alături de un echipaj numeros, care însă este ucis în timpul unui accident cosmic. Singurii supraviețuitori, cei trei aleg ca loc de amplasament planetoidul ”Aurel Vlaicu”, unde, cu ajutorul roboților proiectați și realizați de Dan, încep munca de realizare a antenei.
Un cataclism produs pe planetoid duce la moartea celor doi inventatori și la distrugerea navei, Dan rămânând singur pe planetoid și incapabil de a-l mai părăsi. Pentru a-și alunga singurătatea, începe să proiecteze roboți tot mai sofisticați, culminând cu re-crearea artificială a lui Cemis și Into din amintirile pe care le păstra despre ei în memorie. Cu ajutorul celor doi roboți lucrarea este reluată și terminată în câțiva zeci de ani.
Astfel, ajuns la bătrânețe, Dan este capabil să revadă Pământul, dar și să asiste la frumusețea și dramatismul vieții de pe alte planete locuite din galaxie. Un nou cataclism distruge antena și provoacă moartea lui Dan, iar extratereștrii sosiți pe ”Aurel Vlaicu” după mulți ani îi mai găsesc doar pe Cemis și Into, în memoria cărora este stocată povestea vieții lui Dan.

### Astronava lui OLM
A apărut în numărul dublu 259-260 din 1965 al Colecției de povestiri științifico-fantastice.
În povestire se relatează despre legenda lui Olm, care locuia pe Planeta de Sticlă din nordul galaxiei împreună cu soția sa, Gla. Confruntat cu apariția unui întuneric de mărimea unei superstele care începe să înghită universul, Olm construiește o astronavă din lumină cu ajutorul căreia pătrunde în ciudata formațiune cosmică. Reacțiile care se produc la contacul luminii navei sale cu întunericul din spațiu duc la schimbarea legilor fizice care guvernează galaxia.
Un element aparte al povestirii îl constituie faptul că relatarea călătoriei lui Olm în întuneric și evenimentele care s-au petrecut după sosirea la destinație sunt relatate sub forma unei poezii cu versuri albe.

### Fântânile
Povestirea a apărut în anul 1966 în numărul 278 al Colecției de povestiri științifico-fantastice, fiind reeditată în 1967 la editura Știință și tehnică în antologia "Pe lungimea de undă a cosmosului". În februarie 1982 autorii au rescris-o sub forma unei piese de teatru într-un singur act, publicând-o în proaspăt lansatul Almanah Anticipația. Piesa a fost radiodifuzată în regia lui Cr. Munteanu în 1988.
Patru călători pornesc să studieze o civilizație despre care se vorbește în mesajul unui călător astral. La sosire li se înfățișază o planetă pustie, cu un relief pietros, pe care roboții trimiși în explorare nu descoperă nimic. Părăsind rând pe rând nava, trei dintre membrii echipajului au senzația că se prăbușesc în fântâni fără fund în care iau legătura cu o altă lume. Dar pentru a se putea realiza contactul dintre ei și acea civilizație care are altă substanțialitate, ei trebuie să își piardă temporar cel mai important organ de simț, permițând accesul la creierul lor. Astfel, cel numit Visătorul își pierde văzul, Taciturnul - auzul, iar Scepticul - simțul tactil. Singur Prudentul se dovedește incapabil să deschidă un canal de legătură și nu poate intra în contact cu acea civilizație.

### Ochii ei albaștri
Povestirea a fost publicată în anul 1967, în numărul 305 al Colecției de povestiri științifico-fantastice, fiind reeditată în 1975 în antologia Oameni și stele.
Tium și soția sa testează prima navă supraluminică realizată de oameni. În periplul lor apare o defecțiune a navei și, încercând să o repare, soția lui Tium moare. El își continuă călătoria, amintindu-și mereu cu dor de ochii ei albaștri și refuzând să se mai întoarcă pe Pământ. La un moment dat, întâlnește o entitate alcătuită din energie care, pentru o scurtă perioadă de timp, reușește să ia forma defunctei lui soții. Ea reușește să îl convingă pe Tium să revină pe Pământ, dar moare în urma faptului că transformarea în ființă umană i-a consumat toate resursele energetice .

### Aventură pe fluviul de hidrogen
Publicată în numerele 410/1971 și 412/1972 al Colecției de povestiri științifico-fantastice, această povestire a fost inspirată de două descoperiri astrofizice: detectarea în cosmos a unui curent de hidrogen și a unor molecule de formaldehidă.
Nava "Antreu", avându-i la bord pe Vlad și Heino, suferă o defecțiune în timp ce călătorea cu viteză superluminică într-un curent de hidrogen. În timp ce așteaptă sosirea salvatorilor, cei doi descoperă o formaldehidă care ia aspectul unor cristale cu proprietăți neobișnuite, aparent distructive. Sursa de proveniență a acesteia se dovedește a fi o navă aflată în derivă care a căzut pradă influenței nefaste exercitate de metamorfozele acestor cristale.

### Requiem după singurătate
Această povestire a fost publicată în anul 1983 în volumul Alfa: O antologie a literaturii de anticipație românești apărut la editura Scrisul Românesc.

### Război contra sfinxului
Nuvela a fost publicată în numărul 3/1990 al colecției "Clubul SF" editată de editura Labirint.

### Uneori, marea
Povestirea a apărut în anul 1990 în revista String, publicată de Editura Baricada.

### Feedback Pampero
Apărută pentru prima dată în 1994, povestirea a fost reeditată după 2000 în Almanahul Helion.
Republicată în Almanah Estival 2007 Science Fiction, pag. 40.

### Șarja cavalerilor uitați
Apărută în Almanah Estival 2007 Science Fiction, pag. 58.

## Romulus Bărbulescu
- "Sălciile nu plâng decât seara" (1989)
- "Trei fulgere pe secundă" (1989-90)
- "Arma secretă a speranței" (1990)
- "Cât de mic poate fi infernul?" (1992)

### Sălciile nu plâng decât seara
Povestirea a apărut în anul 1989 în Almanahul Anticipația 1990.

### Trei fulgere pe secundă
Nuvela a fost publicată între 1989-1990 în Revista Magazin.

### Arma secretă a speranței
Povestirea a apărut în anul 1990.

### Cât de mic poate fi infernul?
Nuvela a fost inclusă în volumul omonim, publicat împreună cu George Anania în 1992 la editura Odeon.
Un polițist este desemnat să pătrundă în mijlocul unei organizații criminale care a reușit să sintetizeze un virus capabil să distrugă ființele umane. Odată pornit în misiune, el descoperă că, de fapt, virusul Kobold este ținta mai multor organizații criminale, fiecare dintre ele orchestrând o metodă de a pune mâna pe el și căutând să-l manipuleze pe polițist. 

## George Anania
- "Limanul dragostei" (1963)
- "Cel din urmă mesaj" (1963)
- "Prisăcarul" (1989)
- "Dintr-un creier de inox" (1992)

### Limanul dragostei
În anul 1963 a fost publicată prima nuvelă scrisă doar de George Anania, aceasta apărând în revista Tribuna.

### Cel din urmă mesaj

Nuvela a apărut în numărul 215 al Colecției de povestiri științifico-fantastice.
O navă spațială extraterestră explodează înainte de a ateriza pe Pământ în zona Munților Făgăraș. Din resturile rămase în urma exploziei sunt recuperate câteva discuri deteriorate, cercetătorii reușind să descopere mesajul înscris pe unul dintre ele. Din acesta află că rasa extraterestră mai vizitase Pământul cu mii de ani în urmă, ajutând populația din zonă să prospere prin ajustarea climei și spargerea Munților Carpați la Cazane, permițând Dunării să curgă spre Marea Neagră. Conducătorul extratereștrilor, Sa Mohse, a rămas în religia dacilor ca Zamolxe. Studiind folclorul, cercetătorii află că respectivul eveniment a fost păstrat în formă trunchiată în basmul Trei copii sărmani.

### Prisăcarul
Povestirea a apărut în anul 1989 în Almanahul Anticipația 1990 și a fost republicată în anul 2011 în Antologiile Millennium. Premiile Galileo 2011.

### A zecea planetă
Nuvela a apărut în anul 1989 în revista Magazin. 

### Dintr-un creier de inox
Nuvela a fost inclusă în volumul Cât de mic poate fi infernul?, publicat împreună cu Romulus Bărbulescu în 1992 la editura Odeon.
Un polițist este trimis într-un viitor distopic să aducă lumină în cazul uciderii unui om de către membrii ciborgi ai acelei societăți. Polițistul descoperă că uciderea a survenit ca urmare a acțiunilor subversive ale omului, care încerca prin toate mijloacele să readucă pe Pământ o societate umană idilică, trăind în armonie cu natura.